# Amado Hernández Pascual
Amado Hernández Pascual fue un maestro, pintor, destacado comunista y esperantista, que nació en Argujillo (Zamora) el 18 de mayo de 1906 y murió fusilado el 12 de agosto de 1936, probablemente, en la zona de Toro (Zamora).

## Biografía
Proveniente de una familia de agricultores acomodados de la localidad zamorana de Argujillo, hijo Juan Hernández Domínguez y Castora Pascual Alonso. Estudia en la Escuela de Pintura, Escultura y Grabado de San Fernando (Madrid), allí realiza varias exposiciones y se empieza a interesar por el esperanto.
Regresa a Zamora en 1930 y estudia Magisterio, en la Escuela Normal de Maestros de Zamora, ubicando su lugar de residencia en dicha ciudad. Forma parte del Radio Comunista del PCE zamorano, asumiendo la presidencia de este en el acta de constitución de 1932. Trabaja conjuntamente con otros marxistas zamoranos como: Antonio Pertejo Seseña, Engracia del Río, José Ferrero, José Datas, Felipe Anciones o Mariano Quintanilla. 
Participa en la creación de la Asociación Profesional de Estudiantes Zamoranos (A.P.E.Z.) en abril de 1931 perteneciente a la Federación Universitaria Escolar (F.U.E.), que desarrollará numerosas actividades culturales e ideológicas hasta julio de 1936 por medio de la Universidad Popular (Zamora).
Formó parte del grupo esperantista de la ciudad de Zamora, dando clases de difusión y publicando textos de esta lengua internacional. En su localidad natal, sobre todo en los veranos, dio clases gratuitas de alfabetización a algunos vecinos (fundamentalmente jóvenes) que tenían limitadas nociones culturales. Difundió también activamente las ideas del esperanto entre sus vecinos. Participó activamente en la vida política del pueblo (como atestiguan sus escritos en los periódicos obreristas zamoranos de la época: "La Tarde" y "La voz del trabajo").
Es detenido en Argujillo a los pocos días de estallar la Guerra Civil, y es trasladado a la cárcel de Toro junto a otros vecinos del pueblo. Figura como fecha de su fallecimiento en el libro de registros del penal toresano el 12 de agosto de 1936, víctima de una de las frecuentes "sacas".